# Afrikaanse wielewaal
De Afrikaanse wielewaal (Oriolus auratus) is een zangvogel uit de familie Oriolidae (wielewalen en vijgvogels).

## Kenmerken
De vogel is 20 cm lang en weegt 60 tot 80 gram. Het mannetje van deze wielewaal is helder goudgeel van boven en op de borst en buik. Hij heeft een brede zwarte oogstreep die achter het oog versmalt. De vleugeldekveren zijn zwart met geel, de slagpennen zijn zwart met bleekgele uiteinden. De staart is in het midden zwart, de buitenste staartpennen en de eindrand is geel. Het vrouwtje is minder helder, meer groenachtig geel met een bijna geheel zwarte staart. De snavel is roze of licht roodbruin, de poten zijn blauwgrijs.

## Verspreiding en leefgebied
Deze soort komt wijdverspreid voor in Afrika en telt twee ondersoorten:
- O. a. auratus: van Senegal en Gambia tot Soedan.
- O. a. notatus: van Angola tot Midden-Mozambique (de vleugels van deze ondersoort zijn geler van kleur).

Het leefgebied bestaat uit verschillende typen loofbos waaronder ook parkachtig savannelandschap en soms ook agrarisch gebied met veel hoge bomen en tuinen tot op 2300 m boven zeeniveau.

## Status
Het is in geschikt habitat een algemene vogel. Men veronderstelt dat de soort in aantal stabiel is. Om deze redenen staat de Afrikaanse wielewaal als niet bedreigd op de Rode Lijst van de IUCN.